# Montaperto (Montemiletto)
Montaperto è una frazione del comune di Montemiletto nella provincia di Avellino ed ex comune autonomo, rimasto tale fino all'Unità d'Italia.

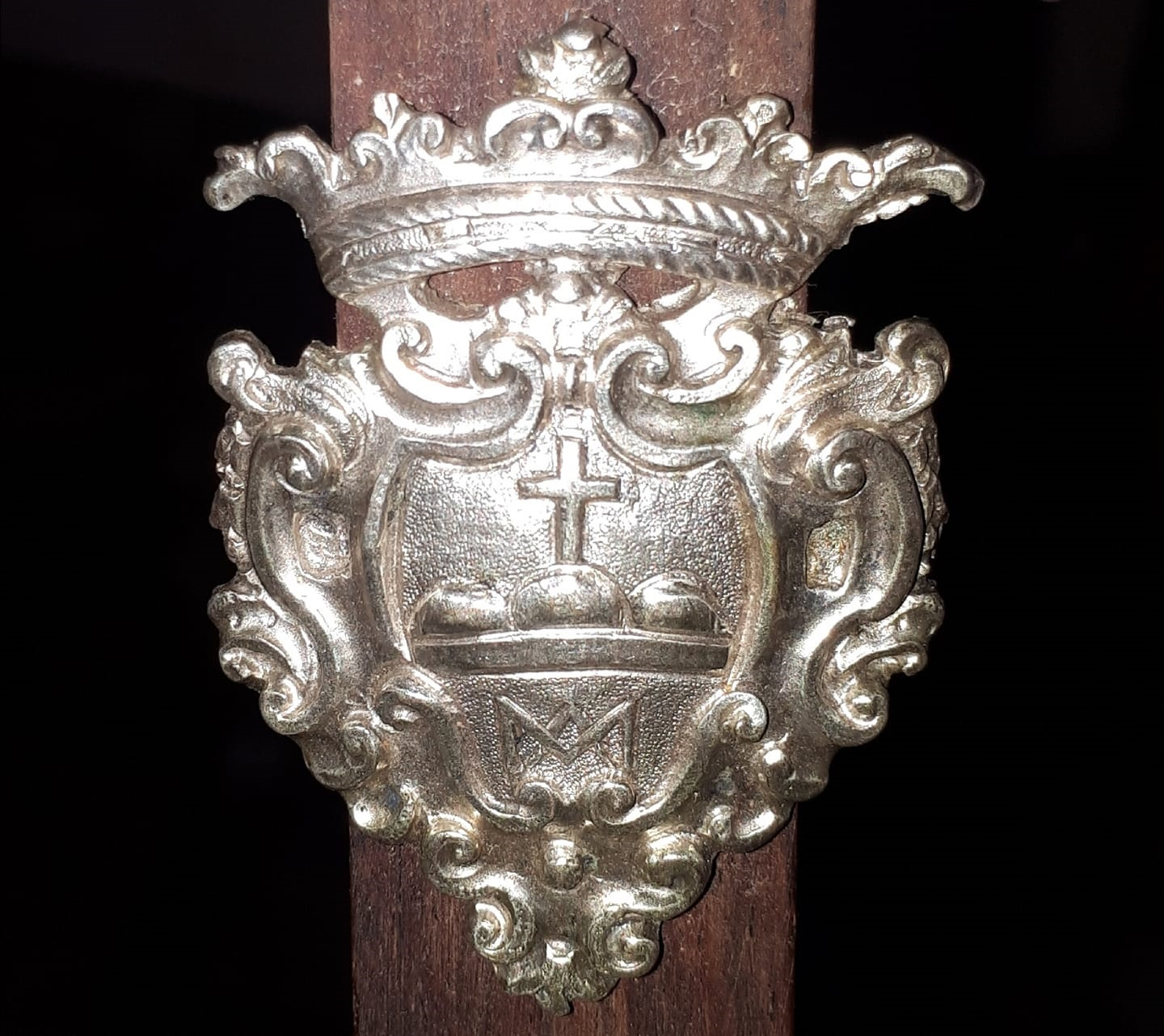
Stemma in argento con araldica civica dell'ex comune di Montaperto.

## Storia
Le prime testimonianze associate alla presenza umana in questi luoghi riguardano un piccolo gruppo di cacciatori raccoglitori che durante il paleolitico medio aveva frequentato l’area della Cava Brogna. Dalla località Paradisiello provengono i frammenti di ceramica impressa del neolitico inferiore riconducibile alla facies culturale di Guadone.
Dal sito di Acquasala, una ex cava utilizzata per l’estrazione del sale e del gesso, provengono invece i resti di vasellame della media età del bronzo decorati con caratteristiche distintive della facies appenninica. Tra il IV e il III secolo a.C. in questo stesso territorio si erano stanziati anche alcuni gruppi di popolazioni italiche, ovvero gli Irpini e gli oggetti funerari a loro riconducibili provengono dalla necropoli della località Zanfreda; si tratta essenzialmente di skyphos e coppe dipinte a vernice nera.
Durante il periodo della dominazione romana tutta l’area di Montaperto venne sistematicamente occupata; in località di S. Stefano venne rinvenuto un capitello ionico, mentre in via S. Antonio fu ritrovato un fregio dorico con l’immagine di un elefante realizzato per il monumento funerario di un veterano romano della legio V Alaudae, vissuto tra l’età triumvirale e quella augustea. Una finalità analoga e cioè quella di ornamento di un monumento funerario di età romana aveva anche la testa di leone di età tardo repubblicana, primo imperiale, rinvenuta in località Orno nei pressi della chiesa di S. Nicola.
Nel dicembre del 1715 a Montaperto fu ritrovata una grande urna di età tardo romana con il suo prezioso contenuto del peso di circa 38 libbre. La notizia della scoperta di un ingente tesoretto di monete d’oro di età tardo romana, fatta in modo causale da un allevatore di maiali, si diffuse molto rapidamente e fu riportata su due importanti riviste stampate a Parigi e Londra. Le due cronache riferiscono anche altri dettagli come il fatto che le monete, contrassegnate con l'effige dell'Imperatore Foca (602-610 d.C.), dopo il rinvenimento le stesse vennero requisite e vendute dal Fisco. Nell’archivio della Soprintendenza di Avellino è custodita una lettera del 3 novembre del 1910, di un tale Domenico de Vicariis, che fa riferimento al rinvenimento di una tavola in pietra con figura di epoca bizantina, alcuni capitelli e resti umani, da parte di un tale Michele Brogna, avvenuto durante i lavori di scavo compiuti in un terreno ubicato nella frazione di Montaperto in prossimità della contrada San Leucio o Pescara. Anche questa notizia venne riportata in un articolo pubblicato sul quotidiano locale “L’Irpinia nuova” il 5 marzo del 1910.

### L'ex comune autonomo
Il centro abitato di Montaperto ora frazione del comune di Montemiletto è stato un comune autonomo (nell'ambito dell'allora provincia di Principato Ultra) fino all’unità d'Italia. Lo stemma comunale era composto da tre monti e da una croce potenziata uscente da quello centrale e intorno il motto: Montibus super apertis signum pacis. I primi documenti redatti a Montaperto actum Montis Aperti risalgono agli inizi dell’anno mille, riguardo all’atto notarile del 979 d.C. con il quale Ademario, figlio di Sassone concede in pegno a Diletto figlio di Lupo una vigna in loco ubi curti Gualduli dicitur, finibus de predicto loco Monteaperto che si trovava nei pressi de una parte fine via Antiqua; lo storico Scandone ritiene che lo stesso debba essere però datato all’anno 1009. Nel 1097 la contessa Altruda discendente dei conti longobardi e moglie di Eriberto conte di Ariano domina et rectrix del Castello di Montaperto e di molti altri feudi donò una chiesa posta in località San Nicola de Cibariis e le terre ad essa circostanti alla Badia di Cava dei Tirreni. Pochi anni dopo, siamo nel 1119, il castello di Montaperto insieme a quello di Montemiletto venne distrutto e dato alle fiamme dal conte Rainulfo. In seguito Montaperto venne riportato nel catalogo dei baroni come un feudo di due militi ed era tenuto da un signore di nome Dionisio. Il castello di Montaperto nel 1487 appartenne a Berardino Filangieri figlio di Matteo Filangieri. Il feudo fu venduto per 2300 ducati a Giovanni Angelo Pisanello e poi riacquistato da Nicola Antonio Filangieri il quale lo rivendette a Giovan Battista de Tocco. Negli anni che seguirono ritroviamo nuovamente signore di Montaperto Giovanni Angelo Pisanello. Nell’anno 1597 i Pisanello rivendettero il feudo di Montaperto ad Alfonso Capano per conto di Giovan Battista de Tocco. Da una descrizione del 1795 possiamo rilevare che né suoi contorni vi sono due miniere una di sale, e l’altra di marmo griggio. L’abitato storico di Montaperto si suddivide in due macro aree; il centro antico e il borgo medioevale entrambe delimitate da terrazzamenti medioevali realizzati con muri a secco. Questo vasto comprensorio storico e architettonico il 23 marzo del 2000 venne sottoposto a Vincolo Ambientale e Paesaggistico al fine di evitare ulteriori stravolgimenti storici e urbanistici con la seguente motivazione: Considerato che in data 30 aprile 1996 perveniva all'Ufficio centrale per i beni ambientali e paesaggistici un esposto con cui si richiedeva di tutelare il patrimonio architettonico,  artistico, storico e  paesaggistico del comune di Montemiletto,  localita' Montaperto, in provincia di Avellino, denunciando l'inadeguatezza del Piano regolatore generale ad ogni forma di tutela del centro storico e delle aree limitrofe.

## Monumenti e luoghi d'interesse
Nel centro storico di Montaperto si conservano alcune architetture e monumenti d'interesse storico e culturale.

### Architetture religiose
Le testimonianze storico religiose relative ad antichi edifici di culto nel territorio di Montaperto sono numerose e alquanto manifeste; la prima documentata in un atto notarile del 1097 è quella di San Nicola dei Cibariis edificata su di un terreno pianeggiante presso l’attuale località Orno. La notevole rilevanza di questa chiesa è da correlare al fatto che si trovava nelle immediate vicinanze di due fondamentali arterie stradali dell’antichità note con i nomi di via Campanina e via Antiqua Maiore e quindi alla conseguente capacità di poter ospitare i pellegrini diretti nell’area garganica. Alla fine del XVII sec. nel centro storico di Montaperto esistevano altre tre chiese rispettivamente intitolate a: Sant’Audeno, San Sebastiano e al SS. Rosario e Sant’Eustachio ma nel suo territorio si annovera anche quella di Santa Maria in Piano a Mezzo Mondo. I morti di questo centro abitato prima del settecento venivano seppelliti fuori dalle mura, ovvero nel cimitero antico situato nel terreno adiacente all’atrio della chiesa Arcipretale di Sant’ Eustachio, tale camposanto si estendeva fino alla sottostante strada pubblica. Questo luogo oggi corrisponde esattamente all’area di Retrosanti ed è ancora noto agli abitanti con la trasposizione di Coemeterium nel dialettale Ciommeterio.

#### Chiesa di Sant'Audeno
La chiesetta di Sant'Audeno si trova dentro le mura del centro antico di Montaperto e deve la sua intitolazione alla presenza, nella valle del Sabato, dei popoli provenienti dalla Normandia allo stesso modo dell’omonimo edificio di culto presente nella vicina Serra di Pratola. La chiesa è citata in un atto notarile stipulato nel mese di dicembre del 1227 tra Giovanni e Giacinto, rispettivamente custode e rettore della chiesa di Sant’ Audeno, al fine di poter effettuare una permuta di un terreno posto in una località al di sotto del castello. Il testo in questione riporta testualmente: Commutatio facta inter Iohannem et Iaquintum, custodem et rectorem ecclesiae S. Audeni castelli Montis Aperti, de quodam territorio aspero inculto et infructifero in pertinentiis dicti castri Montis Aperti in loco ubi dicitur li Cinisi cum quodam horto subtus castellus predictum Montis Aperti. Le notizie successive risalgono alla fine del seicento e agli inizi del settecento e sono tutte riconducibili alle intense attività promosse dal Cardinale Orsini prima che questi divenisse Papa con il nome di Benedetto XIII. Secondo la documentazione di quel periodo la chiesa era proprio attaccata alla porta di ingresso del castello ed era circondata da tutti i lati dalla via pubblica, della stessa sappiamo che tutte le pareti interne ed esterne erano intonacate. Si accedeva al suo interno tramite un ingresso posto al lato sud e dopo la soglia bisognava scendere due scalini. Nell’area del presbiterio erano state ricavate tre nicchie e in quella centrale vi era un affresco con le figure di una Madonna con bambino in braccio oltre a San Giacinto e le anime purganti. La chiesa cimitero fu solennemente benedetta dallo stesso Cardinale e in quell’occasione venne affissa una targa in marmo bianco, purtroppo andata dispersa, dal seguente tenore: L’Ec.mo Arciv. Orsini a XXIV luglio MDCCIX in cui benedisse solennemente questo Cimitero concedette in perpetuum a fedeli che qui avranno per i defunti in esso seppelliti nel dì della commemorazione dei morti e loro ottava. Dentro una nicchia posta sopra all’entrata venne dipinto un cranio di defunto sormontato da una croce e la scritta Coemeterium mentre le ossa dei defunti venivano deposti lungo tutti i lati della chiesa. L’edificio a quel tempo era lunga solo 23 palmi e larga 25 e parte di essa risultava diruta. Questa ecclesia castri ovvero una chiesa interna al castello è verosimilmente coeva al mastio normanno svevo adiacente alla vicina chiesa di Sant’Eustachio anche essa realizzata all’interno della cinta muraria fortificata da torri angolari a base quadrata. La costruzione si presenta con un’unica navata ed è munita di un arco a tutto sesto che suddivide il recinto presbiteriale nel quale è stata ricavata una piccola absidiola; l’intera struttura è composta da blocchi di pietra locale uniti a malta e resti di conci e mattoni.

### Geosito di Acquasala
Da una descrizione del comune di Montaperto del 1795, possiamo rilevare che “né suoi contorni vi sono due miniere una di sale, e l’altra di marmo griggio”. La miniera di sale in questione era situata nella località Acquasala di Montaperto, lungo un piccolo torrente affluente del vallone Iemale che si riversa a sua volta nel fiume Sabato. La cava è stata sfruttata per l’estrazione del sale ma anche del gesso fino al XIX secolo. Il 9 novembre del 1844, l’Intendente comunica ai sindaci dei tenimenti di Candida, Montefalcione, Lapio, Montaperto e S. Paolina che la Dir. Gen. dei dazi indiretti ha “chiesto l’autorizzazione di sopprimersi le sorgive di acqua salsa esistenti nel tenimento di cotesto comune”; chiede “se la chiusura delle dette sorgive arrechi danni o pregiudizi a cotesta popolazione, o alle irrigazioni de’ terreni”, come aveva chiesto il Min. delle Finanze Ferri il 6 novembre. Il 13 novembre del 1844, Nicola Sarro eletto di Montaperto scrive: “Nella salina di questo Comune non vi è alcuna sorgiva. La forza del sale, penetrante da se stessa, fa pe’ meati della terra trapelare de’ vapori, i quali ne’ tempi estivi si salcificano al calore del sole, e spandono una fioritura bianca sulla vetta del colle che lo comprende. Taluni della bassa gente spruzzano sulla vetta medesima l’acqua normale, che fatta salina fan calare in alcuni fossetti scavati, e la raccolgon dappoi. Se l’amministrazione generale de’ dazi indiretti vuol chiudere questi, dovrà coprire ancora la vetta intera, che piccola non è; ma a nulla le varrà, poiché i vapori del sale trapeleranno mai sempre a traverso di qualunque ostacolo, e produrranno la medesima fioritura. E nel caso del covrimento in parola si arrecherà danno in pregiudizio de’ possessori della vetta indicata, perché si verrà ad occupare il loro suolo”. Il 12 febbraio 1845 l’Amm. Gen. replica affermando “che queste dichiarazioni sono in contraddizione delle insistenze continue della Regia de’ Sali, e delle perizie che dettagliano le opere da eseguirsi, onde pare difficile di potersi credere inutili”. Ha perciò incaricato il direttore dei D.I. di recarsi sui luoghi.

## Galleria d'immagini

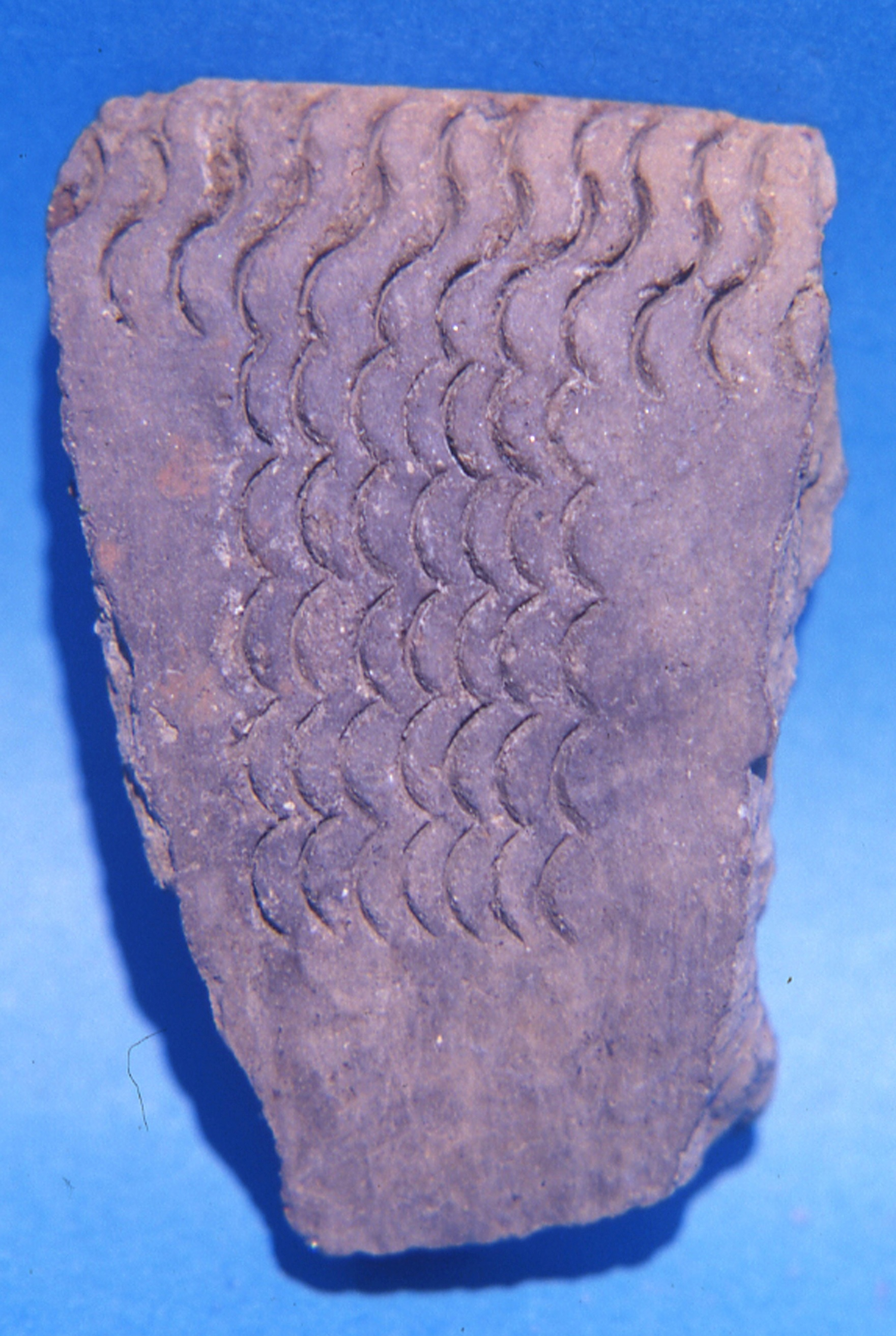
Loc. Paradisiello, ceramica del neolitico antico.
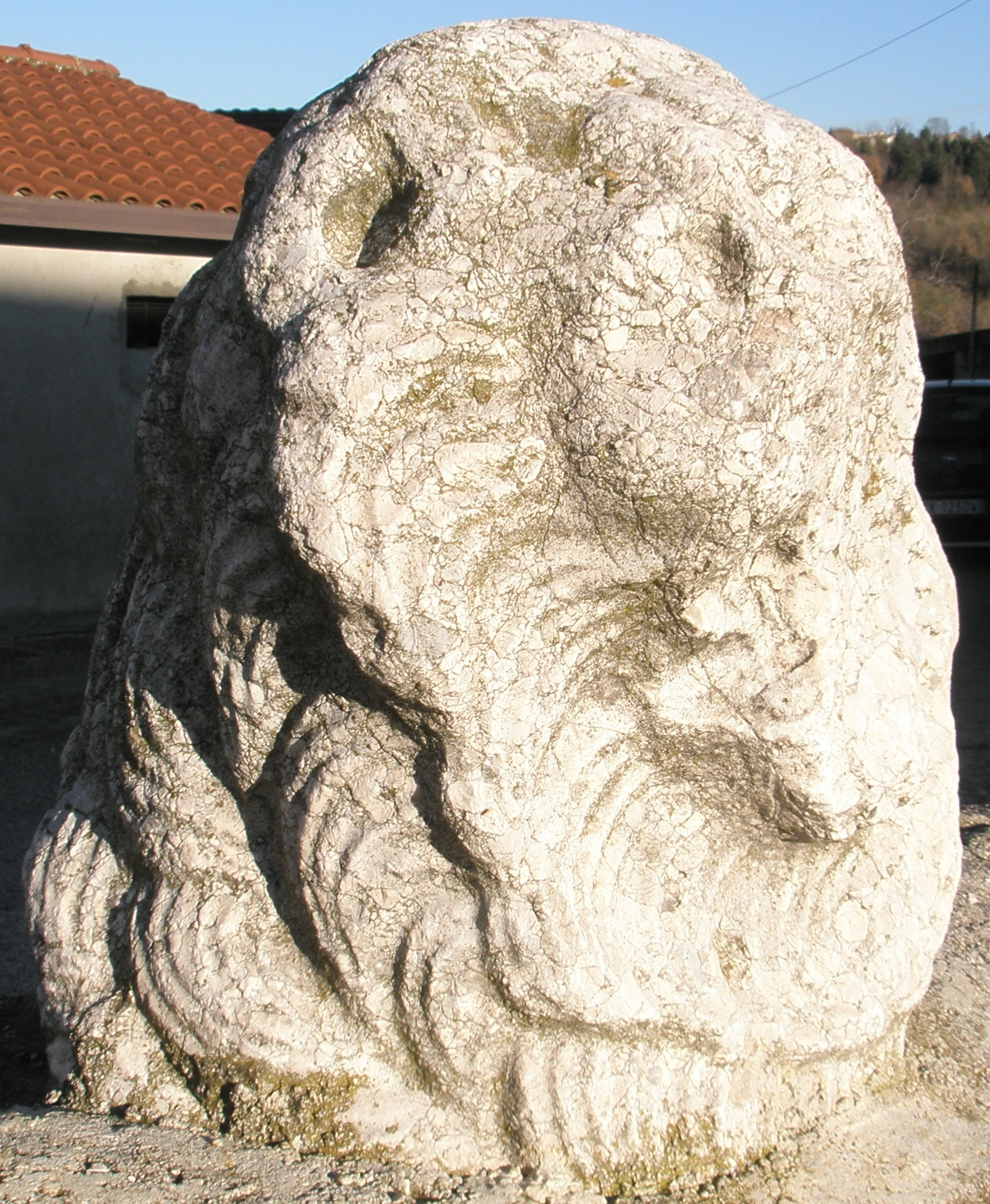
Loc. Orno, leone funerario di età romana
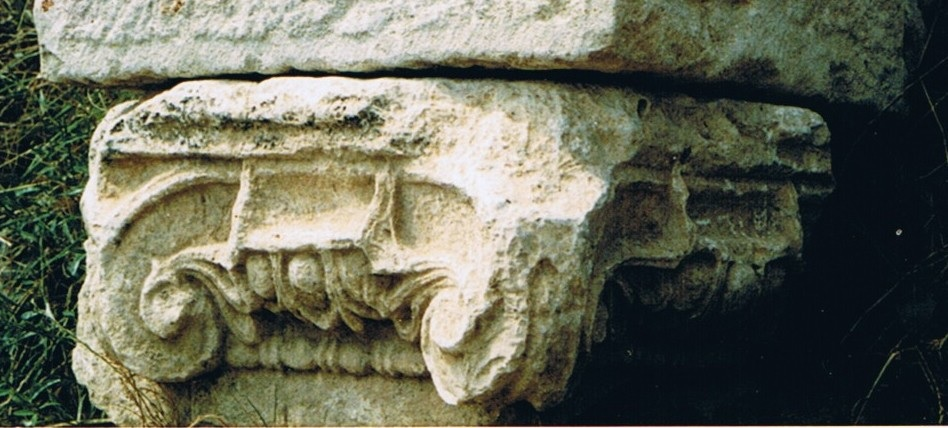
Loc.S. Stefano, capitello ionico di età romana.
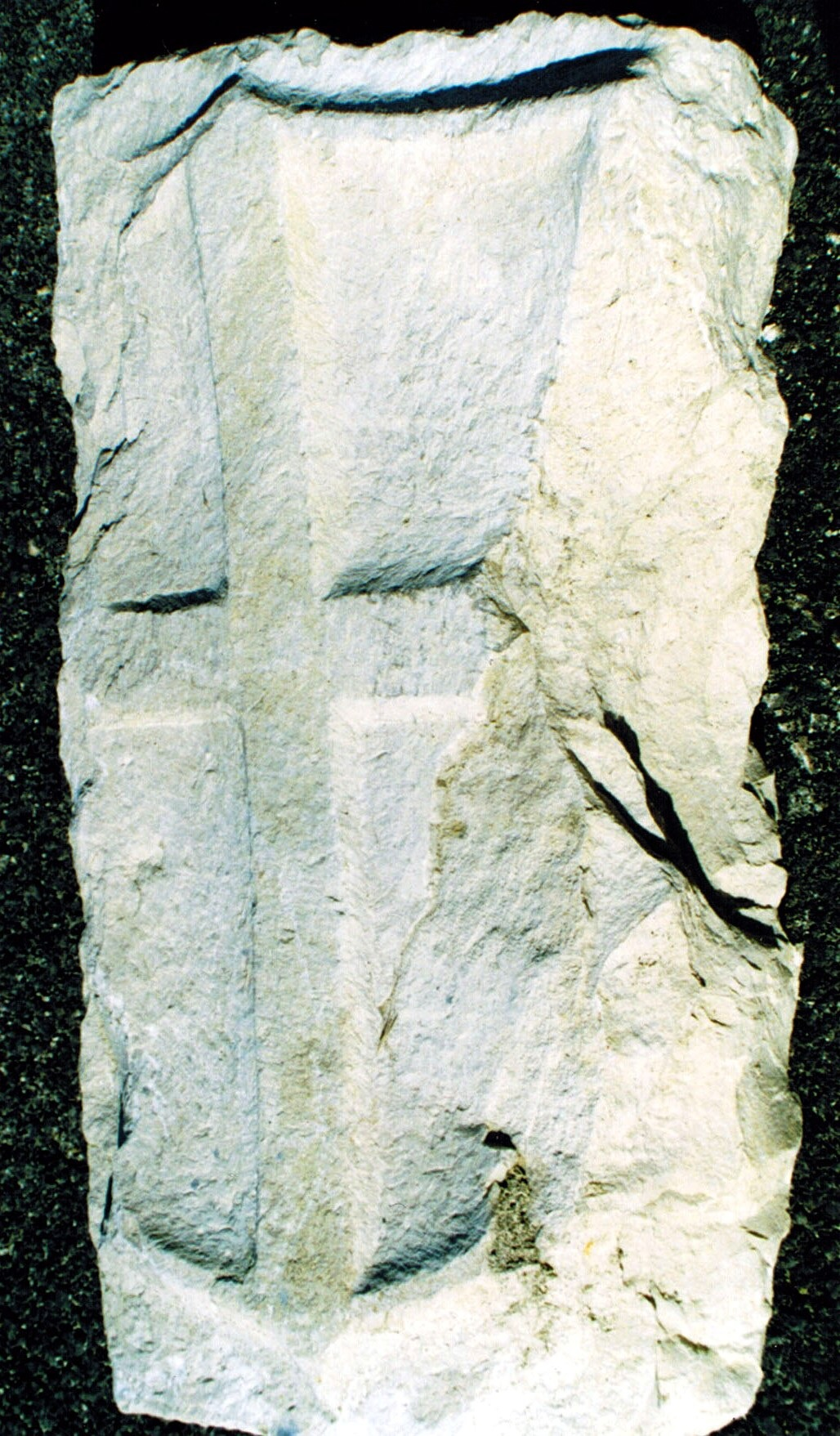
Stemma della famiglia Filangieri, Montaperto.
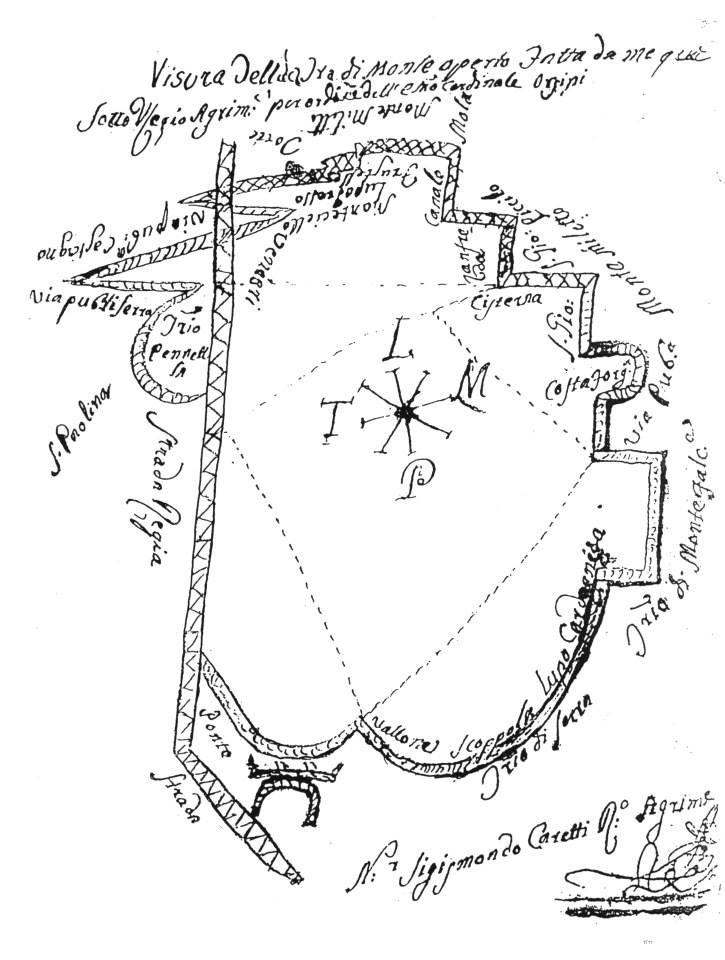
Visura del territorio del comune di Montaperto, anno 1711.
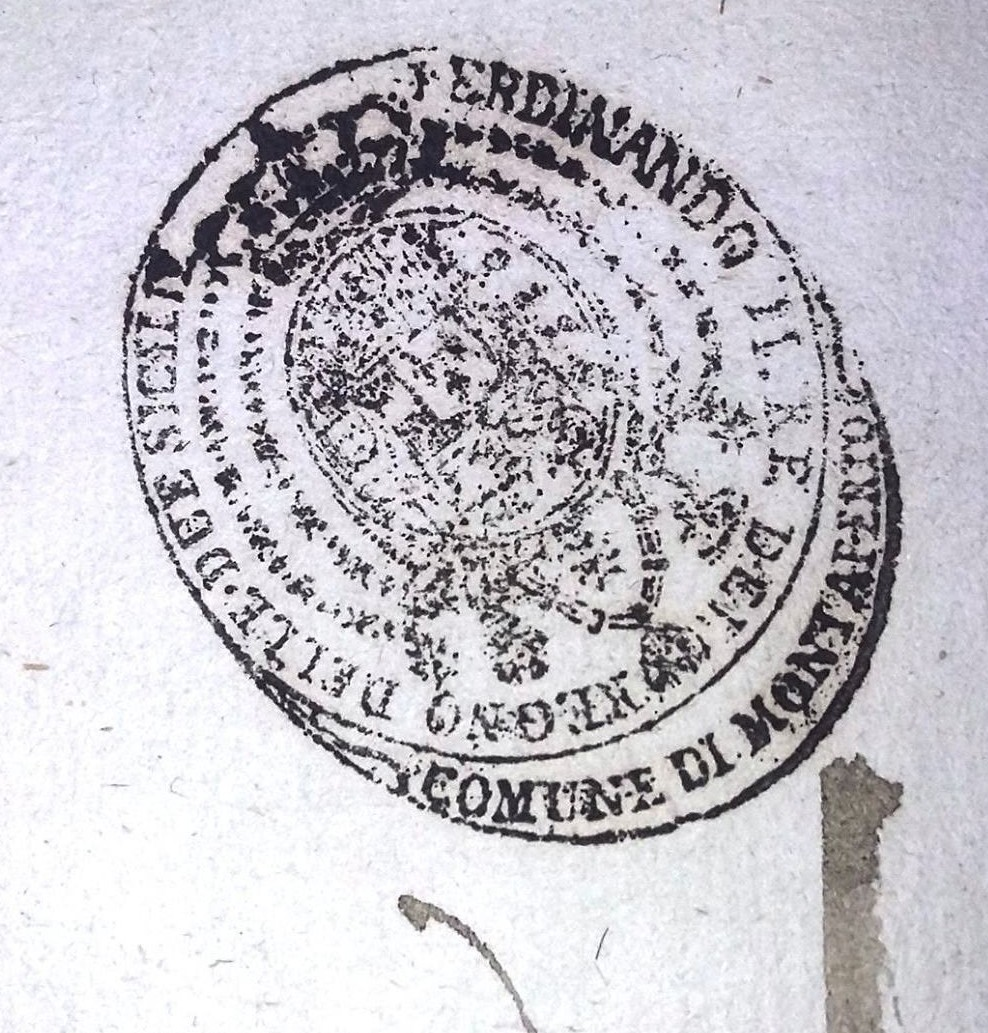
Timbro del comune di Montaperto, anno 1848.
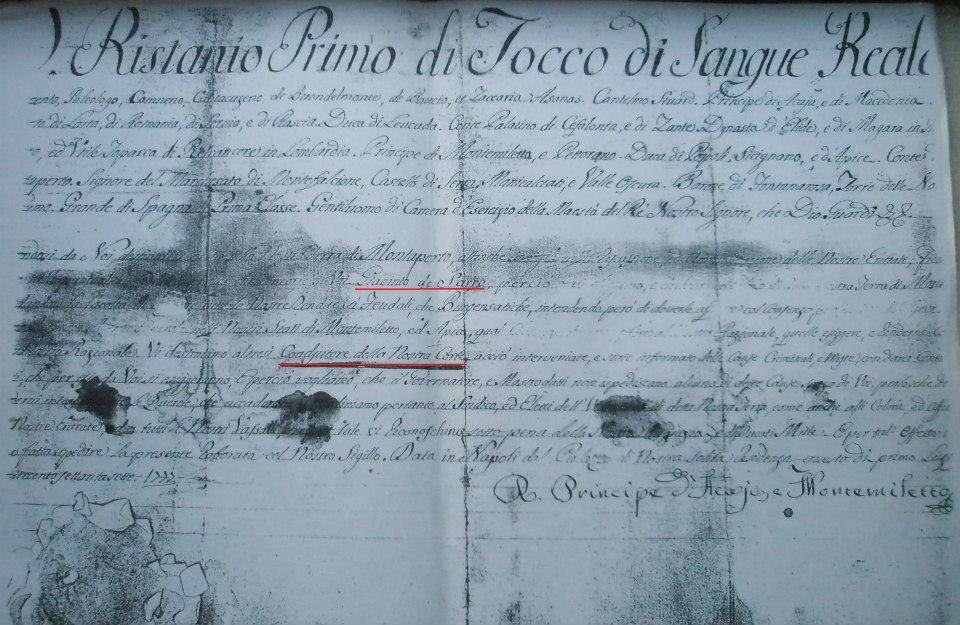
Giacinto De Sarro viene nominato Coadiutore di Corte, anno 1777.
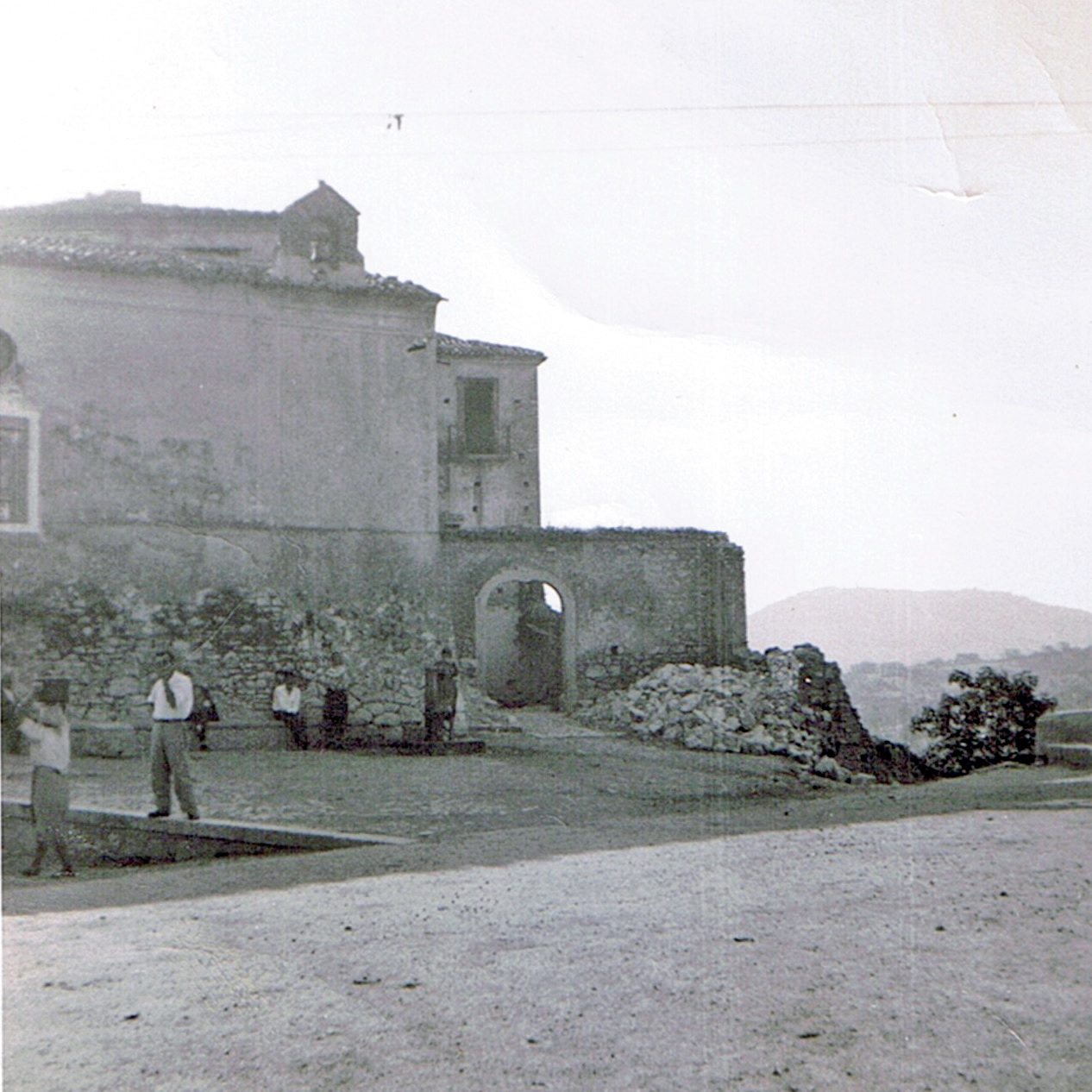
Chiesa di Sant' Audeno
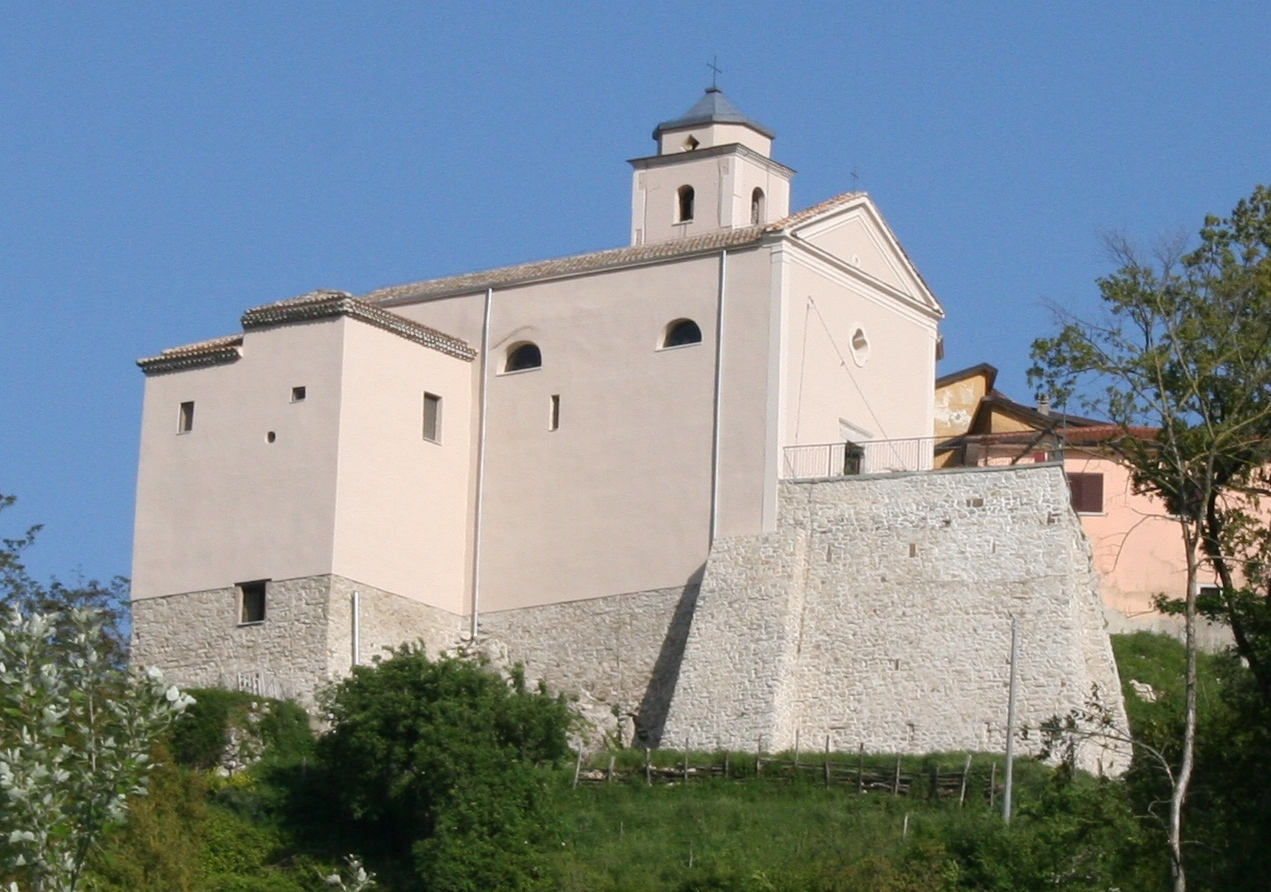
Chiesa del SS. Rosario e S. Eustachio
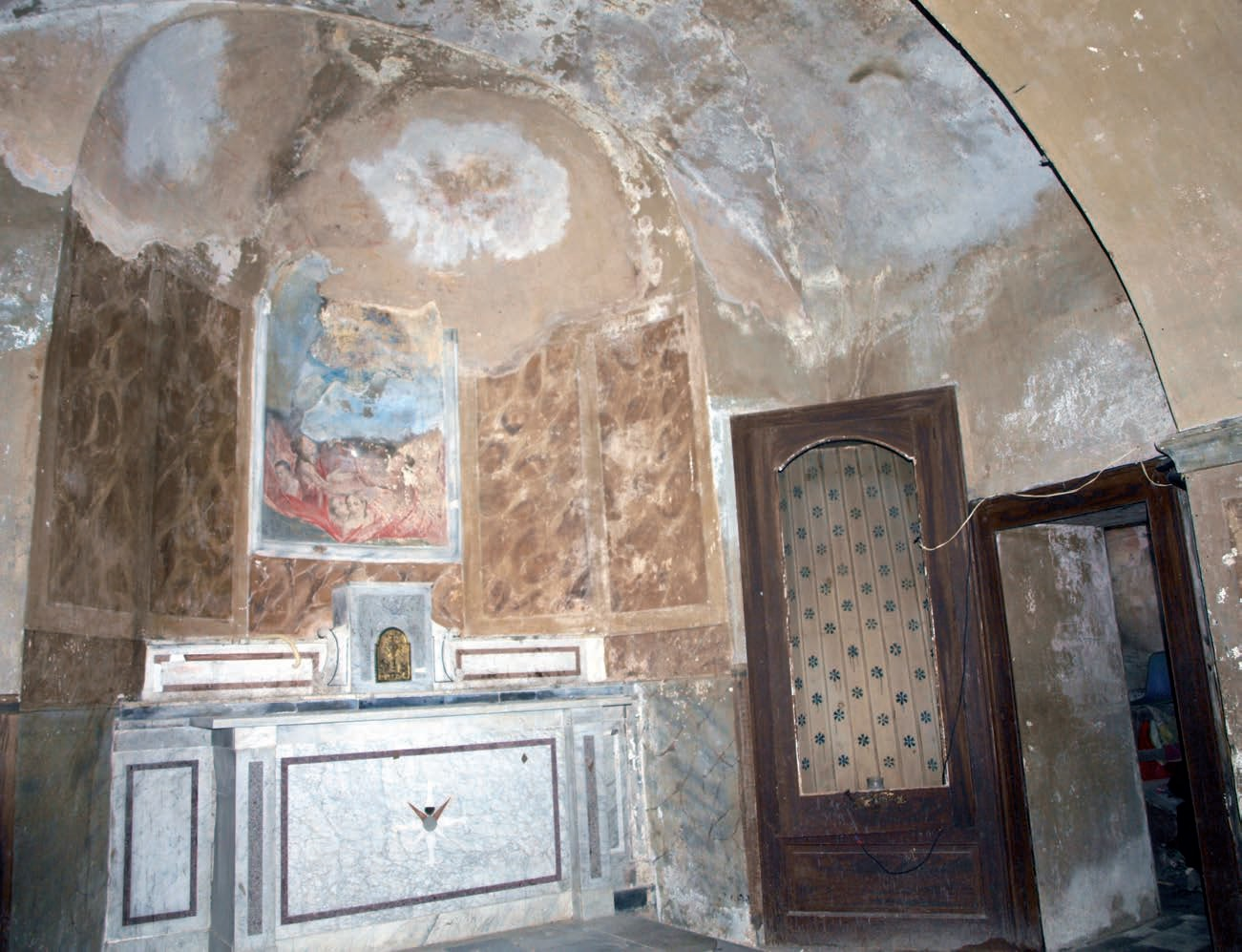
Chiesa di Sant' Audeno.
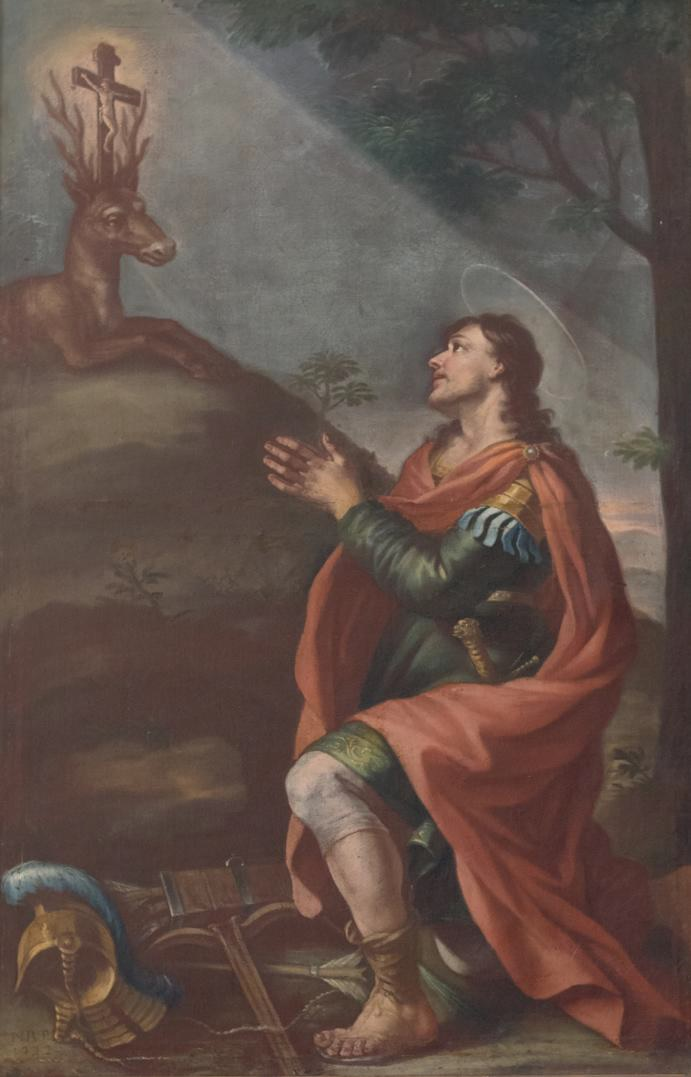
Sant' Eustachio, Nicola Boraglia, anno 1722.
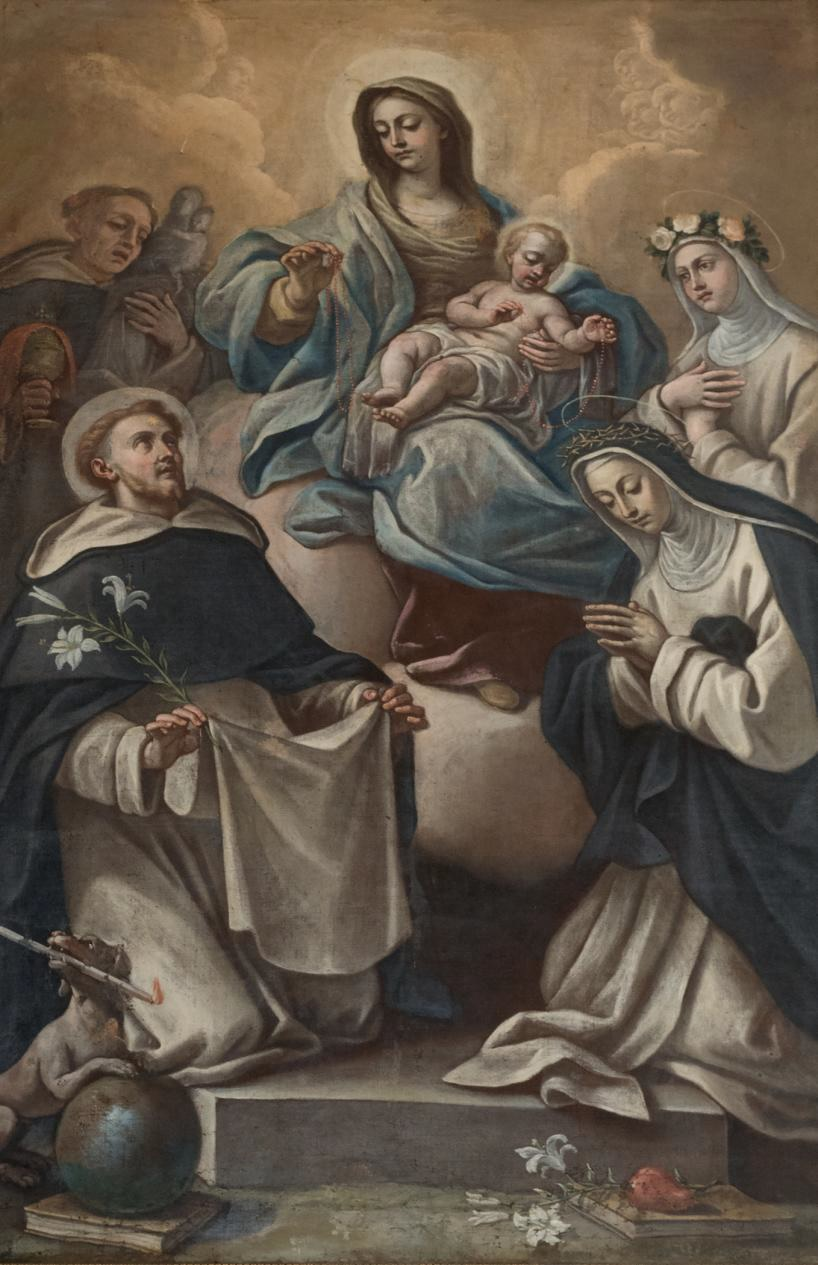
Madonna del Rosario, Giuseppe Castellano, anno 1721.
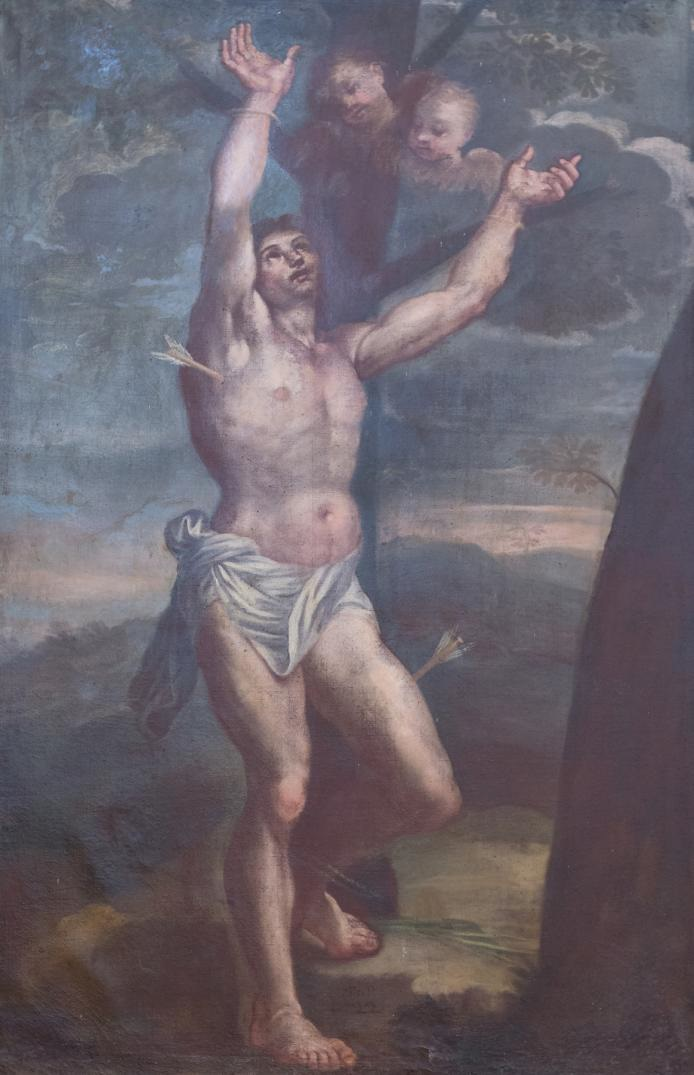
San Sebastiano, Nicola Boraglia, anno 1722.
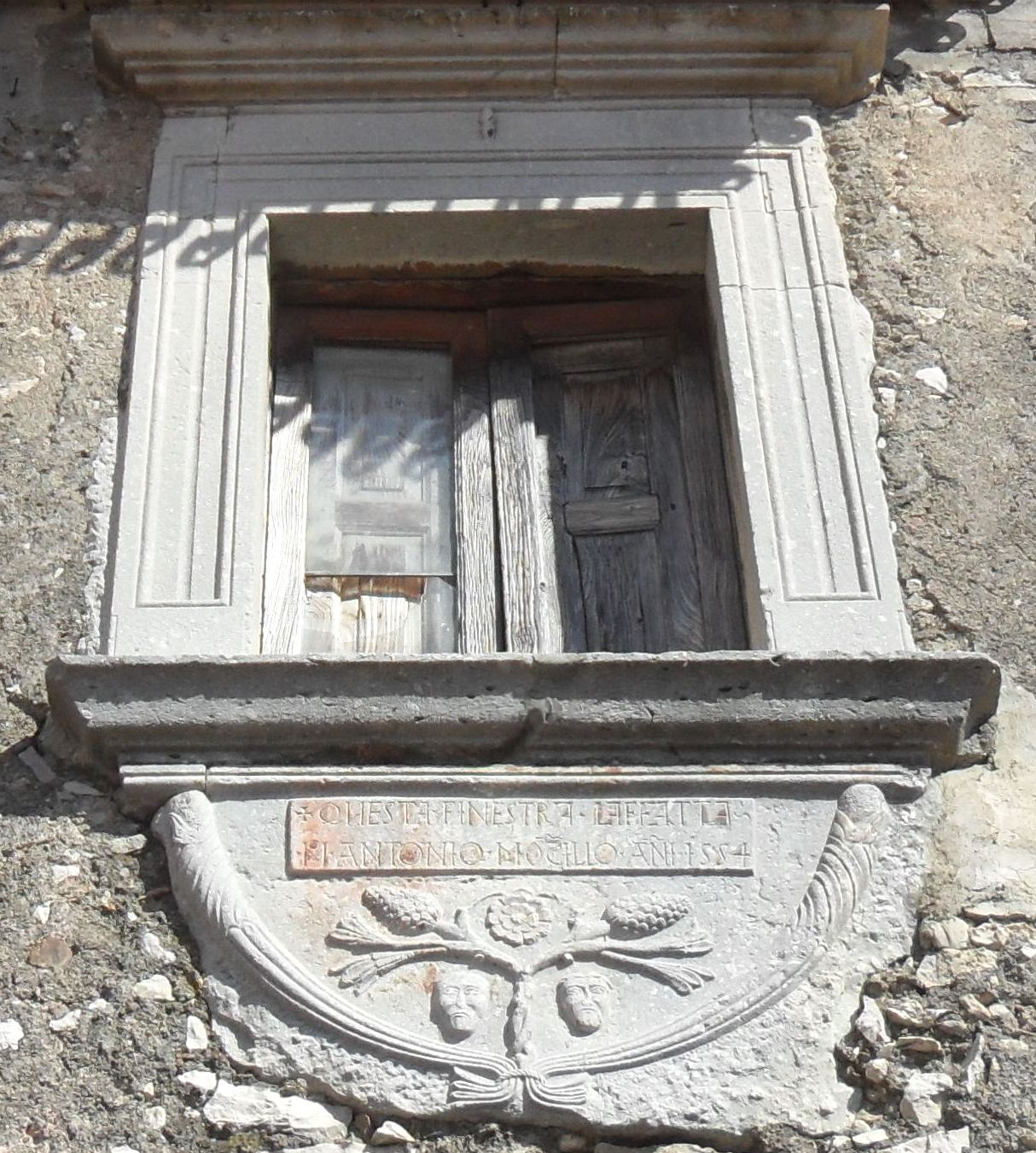
Montaperto,finestra del 1554.